# Studzianki (województwo lubelskie)
Studzianki – wieś w Polsce położona w województwie lubelskim, w powiecie kraśnickim, w gminie Zakrzówek.
Wieś szlachecka  położona była w drugiej połowie XVI wieku w powiecie urzędowskim województwa lubelskiego. Za Królestwa Polskiego istniała gmina Studzianki. 
W latach 1975–1998 miejscowość położona była w województwie lubelskim.
Wieś stanowi sołectwo gminy Zakrzówek. Według Narodowego Spisu Powszechnego (III 2011 r.) wieś liczyła 533 mieszkańców.

## Historia
Studzianki (Studzionki) w roku 1466 notowane jako Studzonky, u Długosza 1470–80 Studzanky wieś położona 15 km od Kraśnika. Historycznie w powiecie urzędowskim parafii Batorz. Wieś stanowiła w wieku XV własność szlachecką dziedzicem był Jan Rabsztyński (Tęczyński) z Kraśnika.
Pod koniec II wojny światowej wojska radzieckie zbudowały tu lotnisko wojskowe.
W czasie okupacji niemieckiej mieszkający we wsi Kazimierz Zmyślony udzielił pomocy żydowskiej rodzinie Brand. W 1994 roku Instytut Jad Waszem podjął decyzję o przyznaniu Kazimierzowi Zmyślonemu tytułu Sprawiedliwych wśród Narodów Świata.